# Bazi nagy görög lagzi 3.
A Bazi nagy görög lagzi 3. (eredeti cím: My Big Fat Greek Wedding 3) 2023-ban bemutatott amerikai romantikus filmvígjáték, amelyet Nia Vardalos írt és rendezett. A 2016-os  Bazi nagy görög lagzi 2. folytatása. A főbb szerepekben Nia Vardalos, John Corbett, Louis Mandylor, Elena Kampouris és Gia Carides látható.
Amerikában 2023. szeptember 8-án, míg Magyarországon 2023. szeptember 7-én mutatták be a mozikban.

## Cselekmény
A Portokalos család Gus halála után Görögországba utazik a családi összejövetelre.

## Szereplők
| Szerep                     | Színész         | Magyar hang       |
| -------------------------- | --------------- | ----------------- |
| Fotoula "Toula" Portokalos | Nia Vardalos    | Liptai Claudia    |
| Ian Miller                 | John Corbett    | Czvetkó Sándor    |
| Nick Portokalos            | Louis Mandylor  | Galbenisz Tomasz  |
| Paris Miller               | Elena Kampouris | Csifó Dorina      |
| Maria Portokalos           | Lainie Kazan    | Győry Franciska   |
| Voula néni                 | Andrea Martin   | Szirtes Ági       |
| Nikki                      | Gia Carides     | Farkasinszky Edit |
| Angelo                     | Joey Fatone     | Bodrogi Attila    |
| Frieda néni                | Maria Vacratsis | Zsurzs Kati       |
| Arisztotelész              | Elias Kacavas   | Nikas Dániel      |
| Taki bácsi                 | Gerry Mendicino | Barbinek Péter    |
| Victory                    | Melina Kotselou | Gubik Petra       |

### Magyar változat
- Magyar szöveg: Gáspár Bence
- Hangmérnök: Illés Gergely
- Vágó: Kajdácsi Brigitta
- Gyártásvezető: Cabello-Colini Borbála
- Szinkronrendező: Dóczi Orsolya
- Produkciós vezető: Hagen Péter

A szinkront a Mafilm Audio Kft. készítette el.

## A film készítése
2016 júniusának végén Nia Vardalos utalt egy harmadik film lehetőségére, mondván, hogy van egy ötlete a cselekményre, bár még nem írták meg. 2021 áprilisában jelentették, hogy készül a film, amelyet Vardalos ír. Független filmként nem tudott biztosítást szerezni a forgatás megkezdésére a 2021-es koronavírus-járvány közepette. 2021 októberében Vardalos megerősítette, hogy a harmadik film forgatókönyve elkészült, és hogy egy újabb görög esküvőről lesz szó. 2022 júniusában bejelentették, hogy Vardalos lesz a rendezője a harmadik filmnek.

### Forgatás
A forgatás 2022. június 22-én kezdődött Athénban. 2022. július 5. és augusztus 3. között a film nagy részét Korfun forgatták. 2022. augusztus 10-én hivatalosan befejeződött a forgatás.